# Mauricio Viana
Mauricio Alejandro Viana Caamaño (ur. 14 czerwca 1989 w São Paulo) – chilijski piłkarz pochodzenia brazylijskiego występujący na pozycji bramkarza, obecnie zawodnik meksykańskiego Chiapas.

## Kariera klubowa
Viana – syn Brazylijczyka i Chilijki – urodził się w brazylijskim São Paulo, lecz po rozstaniu rodziców jako pięciolatek przeniósł się z matką do Chile i wychowywał się w tamtejszej miejscowości Limache, w aglomeracji Valparaíso. Treningi piłkarskie rozpoczynał w amatorskiej ekipie Club Lautaro de Limache, skąd następnie przeszedł do Municipalu Limache. Jako dwunastolatek przeniósł się na rok do szkółki juniorskiej klubu Everton de Viña del Mar, lecz bezpośrednio po tym powrócił w rodzinne strony, dołączając do największego klubu w regionie, którego sam pozostawał kibicem – Santiago Wanderers z siedzibą w Valparaíso. Do seniorskiej drużyny został włączony w wieku dziewiętnastu lat, bezpośrednio po spadku Wanderers do drugiej ligi, lecz wobec nikłych szans na grę, udał się na wypożyczenie do czwartoligowego Uniónu Quilpué. Tam grał przez pół roku, mając pewne miejsce między słupkami.
Po powrocie do Wanderers, sytuacja Viany nie uległa zmianie – wciąż pozostawał drugim golkiperem zespołu, pierwszy mecz rozgrywając w nim dopiero w październiku 2009 z Puerto Montt (2:1) w rozgrywkach Primera B. Na koniec sezonu 2009 z drugiego miejsca awansował z ekipą do najwyższej klasy rozgrywkowej, w której zadebiutował 24 stycznia 2010 w przegranym 1:2 spotkaniu z Cobreloą. Przez pierwsze dwa lata pełnił jednak głównie rolę rezerwowego, najpierw dla Davida Reyesa, a następnie dla Eduardo Lobosa i dopiero po odejściu tego ostatniego wywalczył sobie niepodważalną pozycję w bramce. Z biegiem czasu ugruntował swoją pozycję jednego z czołowych golkiperów ligi chilijskiej, został również mianowany kapitanem Wanderers. W jesiennym sezonie Apertura 2014 wywalczył tytuł wicemistrza Chile, lecz było to zarazem jego jedyne większe osiągnięcie w barwach macierzystego klubu. Ogółem w Wanderers występował przez niecałe sześć lat, rozgrywając 159 meczów we wszystkich rozgrywkach.
Latem 2016 Viana za sumę pół miliona dolarów został piłkarzem meksykańskiego zespołu Chiapas FC z miasta Tuxtla Gutiérrez.
| Sezon     | Klub               | Kraj   | Rozgrywki        | Mecze | Bramki |
| --------- | ------------------ | ------ | ---------------- | ----- | ------ |
| 2008      | Unión Quilpué      | Chile  | Tercera División | 20    | 0      |
| 2009      | Santiago Wanderers | Chile  | Primera B        | 1     | 0      |
| 2010      | Santiago Wanderers | Chile  | Primera División | 6     | 0      |
| 2011      | Santiago Wanderers | Chile  | Primera División | 13    | 0      |
| 2012      | Santiago Wanderers | Chile  | Primera División | 29    | 0      |
| 2013      | Santiago Wanderers | Chile  | Primera División | 15    | 0      |
| 2013/2014 | Santiago Wanderers | Chile  | Primera División | 22    | 0      |
| 2014/2015 | Santiago Wanderers | Chile  | Primera División | 30    | 0      |
| 2015/2016 | Santiago Wanderers | Chile  | Primera División | 28    | 0      |
| 2016/2017 | Chiapas FC         | Meksyk | Liga MX          |       |        |